# Aristida californica
Aristida californica är en gräsart som beskrevs av George Thurber. Aristida californica ingår i släktet Aristida och familjen gräs. Inga underarter finns listade i Catalogue of Life.